# Sébété
Sébété est une localité et une commune rurale malienne, chef-lieu d'arrondissement dans le cercle de Banamba, et la région de Koulikoro.

## Villages
La commune s'étend sur 10 localités relevées lors du recensement général de 2009. 
Les villages les plus peuplés sont :
- Sébété (1 217 habitants) ;
- Faninbougou (595 habitants) ;
- Séméné (520 habitants).